# Andreas Werz
Andreas Werz (* 1960 in Frankfurt) ist ein deutscher Konzertpianist, Musikprofessor an der California State University in Fresno und künstlerischer Leiter der Philip Lorenz International Keyboard Concerts, einer Konzertreihe in Zentral-Kalifornien, die für ihre international anerkannte Konzertreihe bekannt ist Pianisten wie Emanuel Axe, Sergei Babayan, Barry Douglas und Angela Hewitt seit 1992.